# 社会主義人民戦線
社会主義人民戦線（リトアニア語: Socialistinis liaudies frontas）はリトアニアの社会主義政党。2009年12月19日、戦線とリトアニア社会党が合併して誕生した。

## 結党
2009年12月19日、戦線とリトアニア社会党が合併し、社会主義人民戦線が誕生した。合併当日の党集会はヴィリニュス大学にて行われ、102人が参加した。両党の合併に関しては96人が賛成、3人が反対、1人が棄権した。リトアニア社会党党首であったギエドリュス・ペトルジスは、学界へ復帰することを理由に新政党の党首に立候補することを拒否した。そのため戦線党首であったアルギルダス・パレツキスが満場一致で新政党の党首に選出された。
2014年11月、パレツキスに代わりエディカス・ヤゲラヴィチュスが党首に就任した。パレツキスは2016年1月に社会主義人民戦線を離党した。

## 政治的思想と政策
社会主義人民戦線の政治的思想は民主社会主義であり、党の内規、政策は2009年12月19日の結党集会にて承認された。内規は「本政党は国際的な左翼運動と不可分である。リトアニアと他国の友好関係の連帯を強化し、平和を存続、強化し、民主主義や社会主義の原則にもとづく国際NGOとの連携を維持することを追求する」としている。また、「リトアニアにおける民主社会主義の制度化と、互いに助け合う人々による連帯した社会の強化」を目標に掲げる。内規には「マルクス主義理論や方法論の発展」や「リトアニア共和国憲法、法令、国際法および人権を擁護する諸原則の尊重」などの文言も含まれている。

## 組織
社会主義人民戦線党集会が政党の最高機関である。党集会では党の執行委員が選出する。執行委員は党の活動を組織、および監督し、また予算を承認する。
党の代表は議長であり、各地区の支部はその下位組織である。

## 論争
2010年、社会主義人民戦線の党員が2度にわたってエストニアへの入国が拒否されている。
4月21日、党首のアルギルダス・パレツキスはアフガニスタンでの紛争に関する北大西洋条約機構 (NATO) の政策に抗議する集会に参加し、エストニアへ入国しようとした。しかし彼は、自身の政治思想によりエストニアのペルソナ・ノン・グラータ（好ましからざる人物）のリストに掲載されていることを告げられた。
6月下旬、社会主義人民戦線の活動家がラトビアの反ファシズム運動家らとともにエストニアへの入国を拒否された。入国に際しては彼らの車が不適切である旨が言い渡された。社会主義人民戦線によれば、唯一エストニアに入国することができた党員は公式の活動家リストには掲載されていなかった。